# Abraham Moreno
Leandro María Abraham Moreno Gómez (Marinilla, 13 de marzo de 1835-Medellín, 13 de junio de 1914) fue un banquero, empresario, intelectual y político colombiano.
Se desempeñó como gobernador de Antioquia y como Ministro de Gobierno durante el Gobierno de los Cinco Días de Guillermo Quintero Calderón.

## Biografía
Nació en Marinilla, el 13 de marzo de 1835, hijo de Juan María Nepomuceno Moreno Hoyos y de María Rita Bernardina Gómez Hoyos. Realizó sus primeros estudios en el Colegio San José de Marinilla. Comenzó a estudiar Derecho en el Colegio Provincial de Antioquia, pero no los concluyó por falta de dinero.
Comenzó su carrera en el sector público como oficinista del juzgado del circuito de Santa Rosa de Osos. Posteriormente se convirtió en Juez Penal y Magistrado del Tribunal Superior de Medellín; tras la victoria liberal en la Guerra de las Soberanías, se retiró y comenzó a dedicarse a la agricultura. Tuvo una meteórica carrera política, convirtiéndose en 1860 en diputado a la Asamblea de Antioquia; en 1864 se convirtió en miembro de la Asamblea Constituyente de Antioquia, mismo año en que fue nombrado como Secretario de Hacienda del Estado por parte del gobierno de Pedro Justo Berrío. Bajo este mismo gobierno estatal, fue nombrado Secretario de Gobierno, elaborando desde este cargo el Código General de Minas. En 1871 se convirtió en Designado del Presidente del Estado, en 1873 tercer suplente de los Senadores plenipotenciarios de Antioquia, diputado a la Asamblea Estatal en 1874, y miembro de la Cámara de Representantes de 1875 a 1876, durante la guerra de las Escuelas. Regresó a la política en 1885, cuando se convirtió en Senador, y en 1896 fue de nuevo elegido Representante a la Cámara. En 1887 y en 1896 se le ofreció el cargo de Ministro de Hacienda, en la primera ocasión por Rafael Núñez, pero en ambas ocasiones rechazó el cargo.
En marzo de 1895, el general Guillermo Quintero Calderón fue nombrado Presidente de Colombia por parte del titular Miguel Antonio Caro, quien buscaba no quedar inhabilitado para las próximas elecciones presidenciales. Quintero, en calidad de Designado Presidencial, se posesionó el 12 de marzo de 1895 y designó a 5 ministros: José Manuel Marroquín en la cartera de Instrucción Pública, José María Uricoechea en la de Relaciones Exteriores, Pedro Antonio Molina en la de Guerra, Francisco Groot en la del Tesoro y Abraham Moreno en la de Gobierno. El nombramiento de Moreno en este ministerio, considerado el más importante del gabinete, desató la protesta del Partido Nacional, y del propio Caro, ya que era una de las principales figuras del conservatismo disidente, también conocido como conservatismo histórico, y quien, incluso, se había llegado a declarar en contra de la censura de prensa impuesta por el gobierno de Caro. Al estado de alarma del gobierno se sumó que el nombramiento de Moreno fue recibido con alegría por el Partido Liberal.
Aunque Caro intentó convencer a Quintero de desistir del nombramiento, Quintero se rehusó, aunque le impuso límites al poder de Moreno. Pese a todo, y a los llamados de unidad de Quintero, el escándalo generado provocó que Caro reasumiera el poder el 17 de marzo de 1895, cinco días después de inaugurado el gobierno, destituyendo así a 4 de los 5 ministro, entre ellos, por supuesto, a Moreno. El gobierno de Caro se extendió hasta 1897, y terminó en medio de una crisis político debido a la división entre conservadores históricos y conservadores nacionalistas.
Moreno también tuvo una destacada carrera militar, luchando en la Batalla del Cascajo, convirtiéndose en Jefe del Estado Mayor de Antioquia en 1876 y combatiendo como general en la Guerra civil de 1885.
En el ámbito empresarial llegó a ser cajero del Banco de Antioquia y Gerente del Banco de Medellín, así como del Banco Republicano. En 1894 fue socio fundador de la Nueva Ferrería de Amagá, junto a Antonio José Gutiérrez, Julio Uribe S., Pedro A. Echeverri, Eduardo Vásquez Jaramillo, y Santiago Ospina (representando a “Ospina Hermanos”), llegando ser gerente de la misma; en 1905 fundó, junto con su hermano Nazario Moreno, la casa comercial “Abraham Moreno y Hermanos”, la cual fue liquidada en 1914, tras su muerte. Fue historiador del oriente de Antioquia y autor de las biografías de algunos personajes como Justo Arosemena, Pedro Justo Berrío y Rafael María Giraldo.
Se desempeñó en dos ocasiones como gobernador de Antioquia, la primera de manera interina entre el 1.º y el 31 de octubre de 1888, y la segunda del 19 de diciembre de 1900 al 18 de abril de 1901; en esta segunda gestión fundó, en asociación con Carlos Eugenio Restrepo y Camilo Botero Guerra, su secretario de Instrucción Pública, el Liceo Antioqueño, mediante el decreto 13 de 1901. En 1909 se volvió a desempeña como Secretario de Gobierno de Antioquia. Moreno murió en junio de 1914.
Se casó en dos ocasiones, la primera con María de Jesús Giraldo Viana, hija del militar y político Rafael María Giraldo Zuluaga, y la segunda con Isabel Melguizo Henao.